# 朱友敬
朱 友敬 （しゅ ゆうけい、? - 915年）は、後梁の太祖朱全忠の八男で末子。『資治通鑑』や『五代会要』では友敬とあるが、正史では友孜とも作る。末帝朱友貞の同母弟。

## 略歴
父の受禅後に康王に封じられた。兄の朱友貞と仲が悪く、915年に謀反を起こしたために、激怒した兄が派遣した刺客の兇刃によって倒れた。朱友貞は弟の暗殺以来、兄弟や親族に距離を置いて、趙巌らの進言で、自分の腹心を目付として朱氏一門の諸侯王に派遣して監視させたという。

## 歴史書の記述

### 旧五代史
(梁書巻十二 宗室列伝二)

　康王友孜，太祖第八子，末帝即位後封，後以反誅。

### 新五代史
巻十三 梁家人伝第一

　康王友孜，目重瞳子，嘗竊自負，以為当為天子。貞明元年，末帝徳妃薨，将葬，友孜使刺客夜入寝中。末帝方寐，夢人害己，既寤，聞榻上宝剣鎗然有声，躍起，抽剣曰：「将有変邪！」乃索寝中，得刺客，手殺之，遂誅友孜。明日，謂趙巌・張漢傑曰：「幾与卿輩不相見。」由此遂疎弱宗室，而信任趙・張，以至於敗亡。